# اکریسون ژولی
اکریسون ژولی یک گونه سوسک از خانوادهٔ سوسک‌های شاخک‌دراز و از زیرخانوادهٔ شاخک‌درازیان است. مون در سال ۲۰۰۶ این گونه را توصیف و بررسی کرده است. این گونه در کشور ونزوئلا یافت شده است.